# Kitchen Princess
Kitchen Princess (キッチンのお姫さま Kitchen no Ohime-sama?) es una serie de manga escrita por Miyuki Kobayashi e ilustrada por Natsumi Ando. Fue ganador de un Kodansha Manga Award por mejor manga infantil en el año 2006. Kitchen Princess es publicado por Kōdansha en Japón y por Del Rey Manga en Estados Unidos. Como la protagonista de la historia es chef, las recetas de cualquier cosa que ella cocine están incluidad en el parte de atrás de los volúmenes de los mangas como un omake ("bonus" o "extras").

## Argumento
La historia gira alrededor de Najika Kazami, una joven huérfana y una excelente chef de Hokkaidō, y su llegada a la Academia Seika. Najika desea ser una gran chef como sus difuntos padres, pero la verdadera razón por la que entra a la academia es para encontrar a su "Príncipe Flan", un chico que la salva de caer ahogada a un río y le regala una taza de flan y una cuchara plateada con el emblema de la Academia Seika grabado en ella. Ella le promete que algún día preparará el mejor plato del planeta. Sin embargo, Najika logra caer en la Clase A de la academia, donde tendrá que soportar los constantes insultos de Akane Kishida y su grupo de amigas. Pero las cosas empeora cuando Najika sospecha que uno de sus amigos Sora y Daichi Kitazawa, los hermanos más populares de la academia, puede ser su "Príncipe Flan".

## Personajes

### Principales
Najika Kazami (風見 七虹香 Kazami Najika?)
Najika es la protagonista de la historia. Ella es una huérfana que vivía en Hokkaidō antes de perder a sus padres en un accidente cuando esta era muy pequeña. Durante su vida en el orfanato, un misterioso chico le regala un plato de flan y una cuchara plateada. Al este irse Najika lo llama su "Príncipe Flan" y se propone volver a encontrarlo. Al pasar al séptimo grado se dirige a una nueva escuela, la Academia Seika, donde conoce a Sora y Daichi Kitazawa, los hijos del director de la academia, con quien hace amistad. Najika entabla buenas relaciones con la mayoría de los chicos de su grado, razón por la cual es humillada por Akane Kishida. A pesar de esto, en el segundo volumen Najika trata frecuentemente entablar amistad con Akane pero esta se opone. Cierto día Akane le propone a Najika correr calle abajo hacia el restauranta Fujita's, que se convierte en el segundo hogar de Najika, pero en realidad Akane le había tendido una trampa para enseñarle sus habilidades a Sora y a Daichi sin que Najika arruinara sus planes. Akane y ella, adentrada la serie, se vuelven amigas y es una de las personas que la ayuda a superar la muerte de Sora después de haber perdido la competencia. También aparece un chicos llamado Seiya que se cree mejor que todos cocinado, entonces le dice a Najika para competir con ella pero después pierde.
Sora Kitazawa (北沢 空 Kitazawa Sora?)
Un talentoso pianista y el hermano mayor de Daichi Kitazawa. Él es el presidente del consejo estudiantil y director substituto de la academia. Es frecuentemente acosado por las chicas de la escuela. Desde que Najika empieza a trabajar en el Restaurante Fujita's él empieza a desarrollar un profundo sentimiento hacia esta. Él ha dado a lo largo de la serie pruebas indirectas de que ha conocido a Najika en un momento le dice que él era el "principe flan" pero el muere atropellado por un camión y antes de morir le dice que el no era su "principe flan".
Daichi Kitazawa (北沢 大地 Kitazawa Daichi?)
El hermano menor de Sora Kitazawa que posee una gran pasión por el baloncesto. El posee un atracción secreta hacia Najika pero siempre trata de ocultarlo. Akane está enamorada de él. Este ayuda a que Najika se quede en la academia ya que su padre, el director, quería que se fuera porque había perdido la competencia y "había matado" a su hijo Sora. Dichi resulta ser su verdadero príncipe del flan, pero había perdido la memoria en el accidente cuando era chico y su madre murió.
Akane Kishida (岸田 茜 Kishida Akane?)
Una chica que desea convertirse en supermodelo al igual que su madre. Para cumplir su sueño, ella usa dietas extremas por lo que algunas veces nos hace pensar que sufre de anorexia. Ella frecuentemente se rehúsa a comer cualquier cosa que Najika le ofrezca. Al final de la historia Akane demuestra ser una chica temerosa y de buenos sentiminetos, por lo que termina siendo la mejor amiga de Najika.

### Secundarios
Hagio (萩尾先生 Hagio-sensei?)
Es una de las encargadas del orfanato. Ella le brinda apoyo a todos los niños del orfanato y le regala una foto de los padres de Najika a esta. Ella es una muy buena cocinera.
Fujita (フジタ?)
Fujita es el dueño del Restaurante Fujita's. Él es un hombre muy perezoso, y siempre le deja todo el trabajo a Najika.
- Datos: Q2526745